# Grup d'artistes

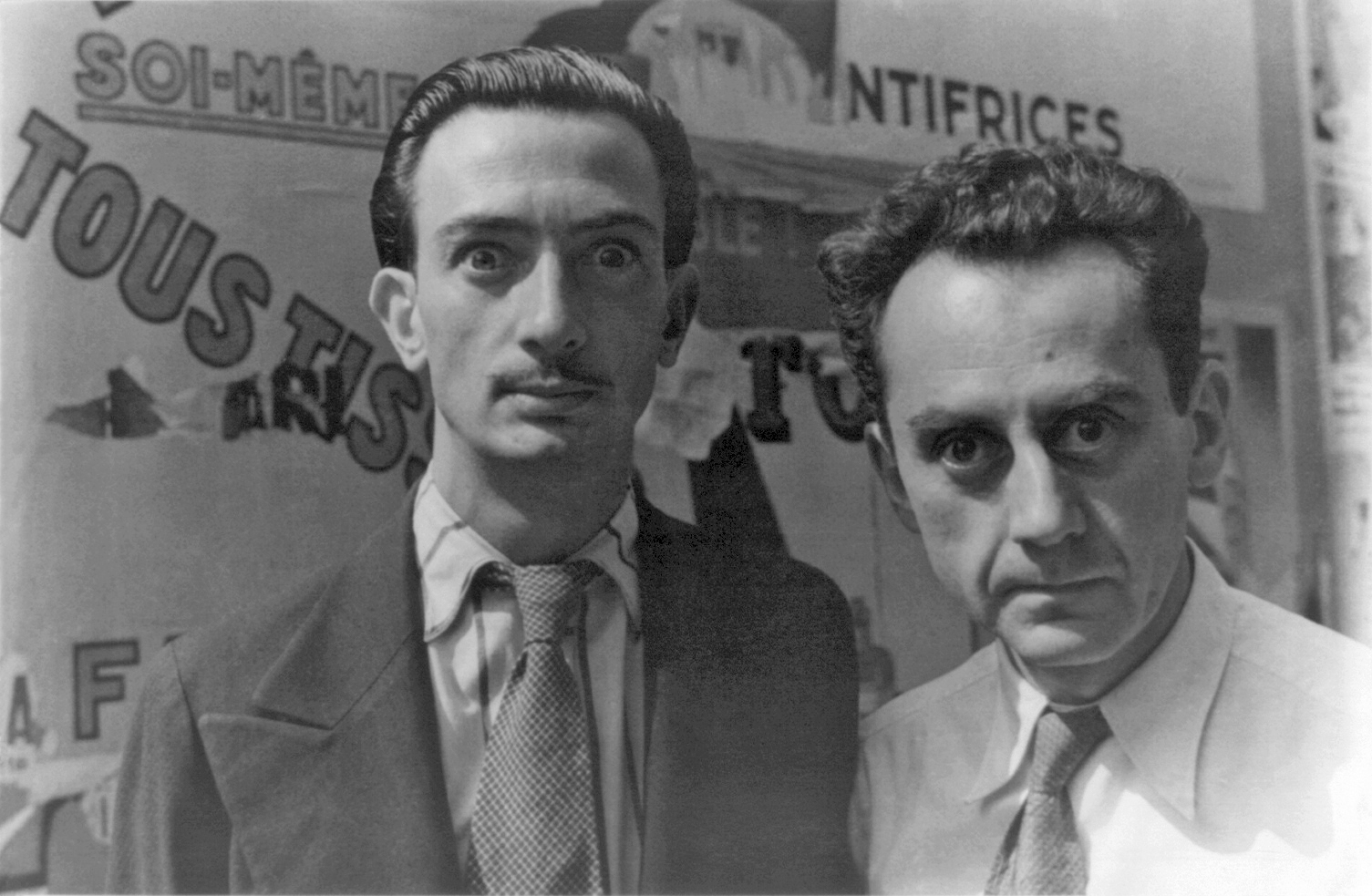
Salvador Dalí i Man Ray a París, 1934. Tots dos artistes, vinculats per la seva pertinença a grup surrealista, desenvolupaven la seva activitat en tot tipus d'expressions artístiques, tot i que Man Ray essencialment en la fotografia i Dalí a la pintura i el cinema.

Un Grup d'artistes és una agrupació d'artistes que tenen entre ells més vinculació que la simple adscripció a el mateix moviment artístic, encara que puguin pertànyer o no al mateix moviment. Per exemple els neoplasticistes holandesos De Stijl (1917, format per pintors, ceramistes, dissenyadors i arquitectes com Piet Mondrian, Bart van der Leck, JJP Oud i Theo van Doesburg) o el nombrós, divers i extravagant grup surrealista que va funcionar a París en els anys vint i trenta de segle XX al voltant d'André Breton. La funció de líder del grup la pot exercir alguna figura que actua d'aglutinant, molt habitualment amb conflictes (del que va ser exemple el propi Breton).
El concepte tradicional d'escola artística, pròpia d'un lloc o país, té una dimensió més estesa en el temps (pot englobar artistes separats per diversos segles), mentre que la d'un "grup d'artistes" és molt més limitat, ja que es limita a artistes coincidents en un lloc i moment, que pot limitar-se a uns pocs anys, un període menor fins i tot que el que defineix a una generació literària, com l'anomenada escola de París.

## Exemples
Tot i que els grups poden incloure diverses d'arts, són habituals sobretot en les arts plàstiques, especialment en la pintura, com els expressionistes alemanys Die Brücke (Dresden, 1905 - Ernst Ludwig Kirchner, Emil Nolde -) i Der Blaue Reiter (Múnic, 1911 - Kandinsky, Franz Marc -) o els informalistes espanyols Pòrtic (Saragossa, 1947 - Santiago Lagunas, Fermín Aguayo i Eloy Laguardia -), Dau al Set (Barcelona, 1948 - Antoni Tàpies, Joan Ponç, Joan Brossa, Joan-Josep Tharrats, Modest Cuixart, Arnau Puig -) i El Paso (Madrid, 1957 - Antonio Saura, Manolo Millars, Manuel Rivera, Pablo Serrano, Rafael Canogar, Luis Feito, Joana Francès, Antonio Suárez, Manuel Viola i Martín Chirino -). Així mateix, també n'hi poden haver en el terreny de la música, com el Grup dels Cinc (Rússia, 1856 - Modest Mússorgski, Nikolai Rimski-Kórsakov, Aleksandr Borodín, Mili Balakirev i César Cui -) o el Grup dels Sis (França, 1920 - Georges Auric, Louis Durey, Arthur Honegger, Francis Poulenc, Germaine Tailleferre -).

## Col·laboració i anonimat
Els grups d'artistes no necessàriament treballen en col·laboració, tot i que a vegades sí que ho fan, arribant a produir les mateixes obres (per exemple, l'Equip Crònica), encara que això va ser més propi de l'activitat dels tallers dels pintors gremials de l'Edat Mitjana i els primers segles de l'Edat Moderna (destaca el taller de Rubens, que va produir milers d'obres) i no és tan propi de la personalitat individualista dels artistes contemporanis, de manera que, en aquests, de produir-se aquest fet se sol considerar un tret d'originalitat o fins i tot de contestació, com una forma d'intentar un art independent o allunyat de les estructures i del mercat de l'art.
De fet, tampoc entre els grups d'artistes medievals i moderns l'anonimat era la norma, i molt sovint destacaven individualitats de forta personalitat, el que no impedia el treball en grup, sobretot en projectes d'envergadura, com les grans catedrals o alguns grans retaules. Per exemple, entre els escultors que van treballar al centre de Castella en les últimes dècades de segle xv i les primeres de segle xvi s'ha identificat la relació d'un denominat grup Torrijos (per la seva vinculació a la ciutat de Torrijos, al voltant de Egas Cueman i la família Egas : Antón Egas, Enrique Egas, Juan Guas, Alonso de Covarrubias i Sebastià Almonacid).